# Ben Allal
Ben Allal è un centro abitato dell'Algeria, situato nella Provincia di 'Ayn Defla.